# سایلا ساری
سایلا ساری (انگلیسی: Saila Saari؛ زادهٔ ۱ نوامبر ۱۹۸۹) بازیکن هاکی روی یخ اهل فنلاند است.